# Rijetki zemni magneti
Rijetki zemni magneti jaki su trajni magneti načinjeni od legura rijetkih zemnih metala. 

## Svojstva
Razvijeni 1970-ih i 1980-ih, rijetki zemni magneti su vrsta najjačih trajnih magneta ikad napravljenih, jer stvaraju znatno jača magnetska polja u odnosu na druge vrste magneta, kao što su feritni i alnico magneti. Prosječno magnetsko polje rijetkih zemnih magneta često prelazi vrijednost 1,4 tesle, dok magnetska polja feritnih ili keramičkih magneta variraju između 0,5 do 1 tesle. Dva su tipa rijetkih zemnih magneta: neodimijski magneti i samarij-kobalt magneti. Ti su magneti vrlo lomljivi i podložni koroziji, stoga se premazuju zaštitnim slojevima metala.
Razvoj rijetkih zemnih magneta započeo je oko 1966. godine kada su K. J. Strnat i G. Hoffer (članovi laboratorija za materijale zračnih sila SAD-a) otkrili da među dotad poznatim materijalima legura itrija i kobalta (YCo5) ima najveću magnetsku anizotropiju.